# 바사라
바사라(일본어: 婆裟羅 ばさら[*])란 일본의 난보쿠초 시대의 사회풍조 또는 문화적 유행을 나타내는 말이며 실제 당시 유행어로 사용된 적도 있다. 기록에는 바사라(婆裟羅) 등의 한자로도 표기하고 있다. 범어의 바즈라(vajra)는 금강석를 가리키는 말이지만, 의미의 전화에 있어서는 불명확하다.
신분질서를 무시하고 화려한 복장과 행동거지를 즐기는 미의식으로 하극상적 행동의 일종이다. 아시카가 다카우지는 막부의 기본방침인 《겐무 식목》(建武式目)을 제정할 때 바사라적 행동을 금했다. 바사라에 있어 비판적인 고전 《태평기》(太平記)에서는 오미국(近江国))의 슈고 다이묘 사사키 도요(佐々木道誉)와 미노국(美濃国)의 슈고 다이묘 도키 요리토(土岐頼遠) 등이 바사라적 행동을 하였다고 적고 있다. 일반적으로 이들을 바사라 다이묘(婆娑羅大名)라고 부른다.

## 개요
그들은 신분 질서를 무시하고 실력주의를 내세우며, 구게(公家)나 천황이라는 이름뿐인 당시의 권위를 가벼이 보며 조소하고 반발하고, 사치를 부리거나 화려한 복장을 선호하는 미의식을 가지고 있었고, 무로마치 초기(남북조 시대)에 유행하였으며 훗날인 센고쿠 시대(戦国時代) 하극상 풍조의 맹아가 되었다. 다만 센고쿠 시대 무렵에도 사료에는 「얼간이」(うつけ)나 「멋쟁이」(カブキ)는 등장하며, 「바사라」 및 그와 유사한 표현은 거의 보이지 않게 되었다.
아시카가 다다요시(足利直義, 쇼군 다카우지의 동생)의 주도 아래 무로마치 막부의 기본 방침으로 편찬된 겐무 식목에는 바사라를 금하였다. 《태평기》에 따르면 겐지(源氏) 아시카가 쇼군 집사(執事)로 슈고 다이묘(守護大名)였던 고노 모로나오(高師直)나 오미 국의 슈고 다이묘였던 사사키 도요(佐々木道誉, 본명은 사사키 다카우지高氏), 미노 국(美濃国)의 슈고 다이묘였던 도키 요리토 등의 바사라적인 행동이 기술되어 있다. 이들 다이묘들은 「바사라 다이묘」라 불리며, 바사라의 대표격이라고 할 수 있다(모로나오나 요리토는 겐무 식목을 주도한 다다요시와 훗날 대립하게 된다). 태평기는 바사라에 대해 부정적으로 기술하고 있으며, 바사라가 원인이 되어 나라가 어지러워진다고 단언하는 한편으로 고 모로나오 ・ 사사키 도요 ・ 도키 요리토를 비롯한 바사라 다이묘들의 호사스러운 생활, 실력 행사나 방약무인한 행위 등을 묘사하고 있다(이들 바사라 다이묘는 여러 전투에서 뛰어난 전투력을 보이기도 했다).

## 어원
바사라의 어원은 산스크리트어(범어)인 「바즈라」(vajra, 伐折羅、금강석 즉 다이아몬드라는 뜻이다)를 의미한다. 헤이안 시대(平安時代)에는 가가쿠(雅楽) ・ 부가쿠(舞楽)의 분야에서 전통적인 연주법을 타파한 자유로운 연주를 가리켜서 바사라(婆娑羅)라고 칭하였는데, 이는 「금강석(다이아몬드)처럼 딱딱하고 완고하며 고리타분한 상식을 깨부순다」라는 이미지에 빗댄 것이었다. 나아가 가마쿠라 시대 말기 이후 체제에 반역하며 '바사라'(悪党)라 불리는 사람의 상식이나 형식에서 일탈해 분방한 행동을 하며 사람들의 이목을 끄는 행위나 훌륭한 자태로 신분의 상하를 염두에 두지 않는 자들을 가리키는 말이 되었고, 알려진 바와 같은 이미지로 정착하게 되었다.
다만 의미의 전화(転訛) 과정이 확실하지 않기 때문에 이러한 통설과는 다른 설도 있다. 애초에 바즈라의 일본어 발음인 「바쟈라」(バジャラ)의 탁음인 「쟈」에서 청음 「사」로 음이 바뀌는 것은 자연스럽지 않기 때문에 「바사」(婆娑)라는 단어의 어원에 접미사 「라」(ら)가 붙은 것으로 생각된다. 「바사」의 의미는 「춤추는 사람의 옷 소매가 아름답게 너울거리는 모양. 또는 흩날리는 모습」(舞う人の衣服の袖が美しくひるがえるさま。また、舞いめぐるさま) 또는 「헤메는 모습, 배회하는 모습」(さまよいめぐるさま。徘徊するさま, 일본국어대사전)이었다. 앞서 언급한 태평기의 기술도 아시카가측의 무사들이 화려한 차림으로 방약무인하게 「배회」(바사婆娑)하는 모습을 구게의 부가쿠 용어인 「바사라」를 써서 칭하였다고 하였다. 그러나 이러한 태평기의 기술은 그 뒤의 바사라의 의미를 결정지은 것이었다. 바사라는 본래의 배회한다는 의미가 아니라 그에 부수한 「화려함」(派手さ)가 본래 뜻인 것처럼 이해될 소지가 있으며, 아즈치 모모야마 시대(安土桃山時代)에는 가부키모노(かぶき者)라는 용어와 겹쳐져서 경솔하고 난폭한 사람의 행동으로써 바사라라는 단어가 사용되게 되었다고 생각되고 있다.

## 참고 문헌
- 大森北義・島田雅彦 『新潮古典文学アルバム14 太平記』 新潮社〈新潮古典文学アルバム〉、1990年10月12日、ISBN 978-4-10-620714-3
- 遠藤基郎 「「婆娑羅」から考える」（東京大学史料編纂所篇 『日本史の森をゆく』 中央公論新社〈中公新書2299〉、2014年12月20日、pp.14-18、ISBN 978-412-102299-8

## 같이 보기
- 가부키모노(かぶき者)